# Andreas Mathias Anderssen

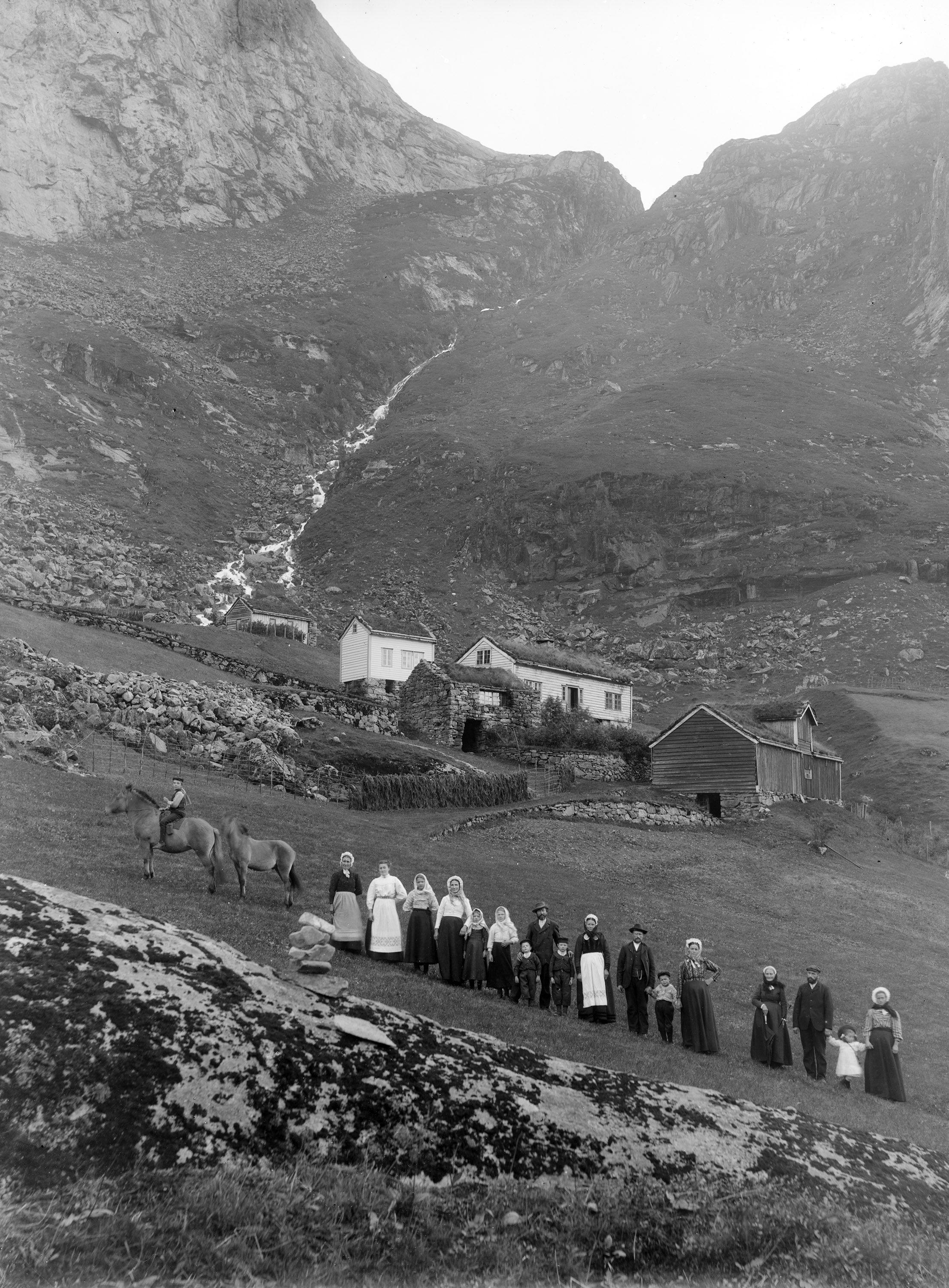
Farma Kløvtveit na jižní straně fjordu Austgulfjorden, Gulen, asi 1910

Andreas Mathias Anderssen (14. června 1849 – 2. května 1943) byl norský fotograf ze Salta v obci Selje. Působil jako portrétní a reklamní fotograf v Sogn a Fjordane, Møre a Romsdal a Hordalandu.

## Životopis
Anderssen odcestoval v roce 1867 ze Selje do Bergenu, aby vyhledal nabízené služby, a do roku 1875 se školil a etabloval jako nezávislý fotograf. Anderssen provozoval studio na různých adresách v Bergenu až do roku 1907. Jeho nejstarší fotografie mají adresu «James Hansen Gaard na Strandgadenu», tj. Strandgaten 26. Později Anderssen přestěhoval své studio do Halvkandebakken 4 (období 1885–1902) a poté do Rosenbergsgate 17 (období 1902–1907). V roce 1907 Anderssen naposledy přestěhoval své podnikání, tentokrát do Veblungsnes v Indre Romsdal. Produkce Anderssena naznačuje, že fotografie objednávané kolem vesnic v Hordalandu, Sogn og Fjordane a Møre og Romsdal byly součástí jeho příjmové základny.

## Norské galerie
Během osmdesátých a devadesátých let pracoval Andreas Mathias Anderssen pro Mathiase Askevolda, který shromažďoval obrazy slavných kulturních osobností té doby. Askevolda kolekce zahrnuje hlavně takové typy umění, jako jsou malby, dřevoryty a litografie. Anderssen byl pověřen nafotografováním reprodukcí celé sbírky. Anderssenovy reprodukce jsou dnes ve Sbírce obrazů, Univerzitní knihovně v Bergenu ve formě osmi velkých alb pojmenované jako Norsk Forfatter-Galleri a Norsk Kunstner-Galleri.

## Kolekce od fotografa Anderssena
V květnu 2010 publikoval Krajský archiv v Sogn og Fjordane sbírku negativů skleněných desek od fotografa Andrease Mathiase Anderssena zdarma pro použití na Flickr Commons. Sbírka obrázků v univerzitní knihovně v Bergenu a County Conservator v Hordalandu také obsahuje ve svých sbírkách originální Anderssenův fotografický materiál.

## Galerie

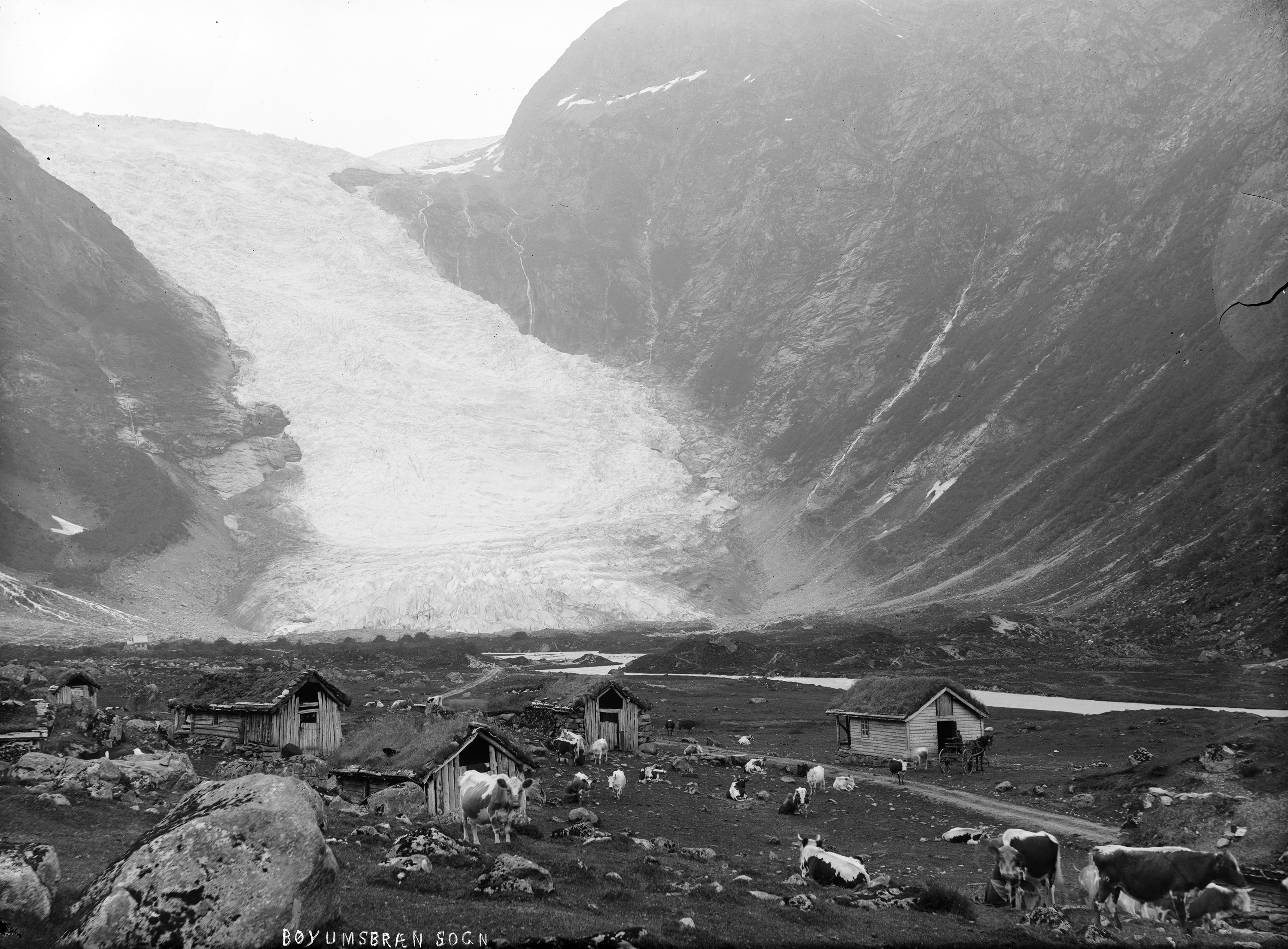
Ledovec Bøyabreen
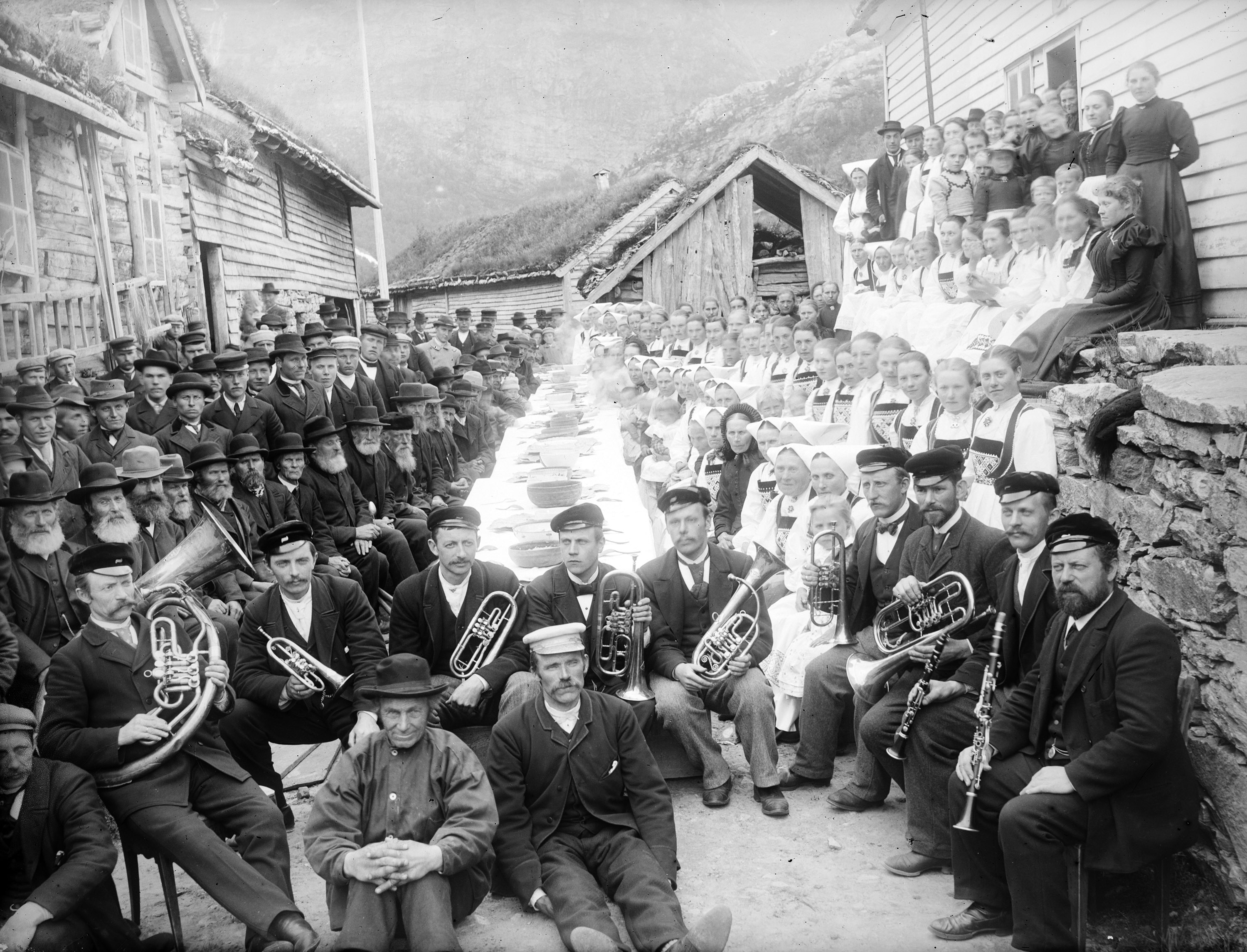
Celebrations, Flatekval, 1898
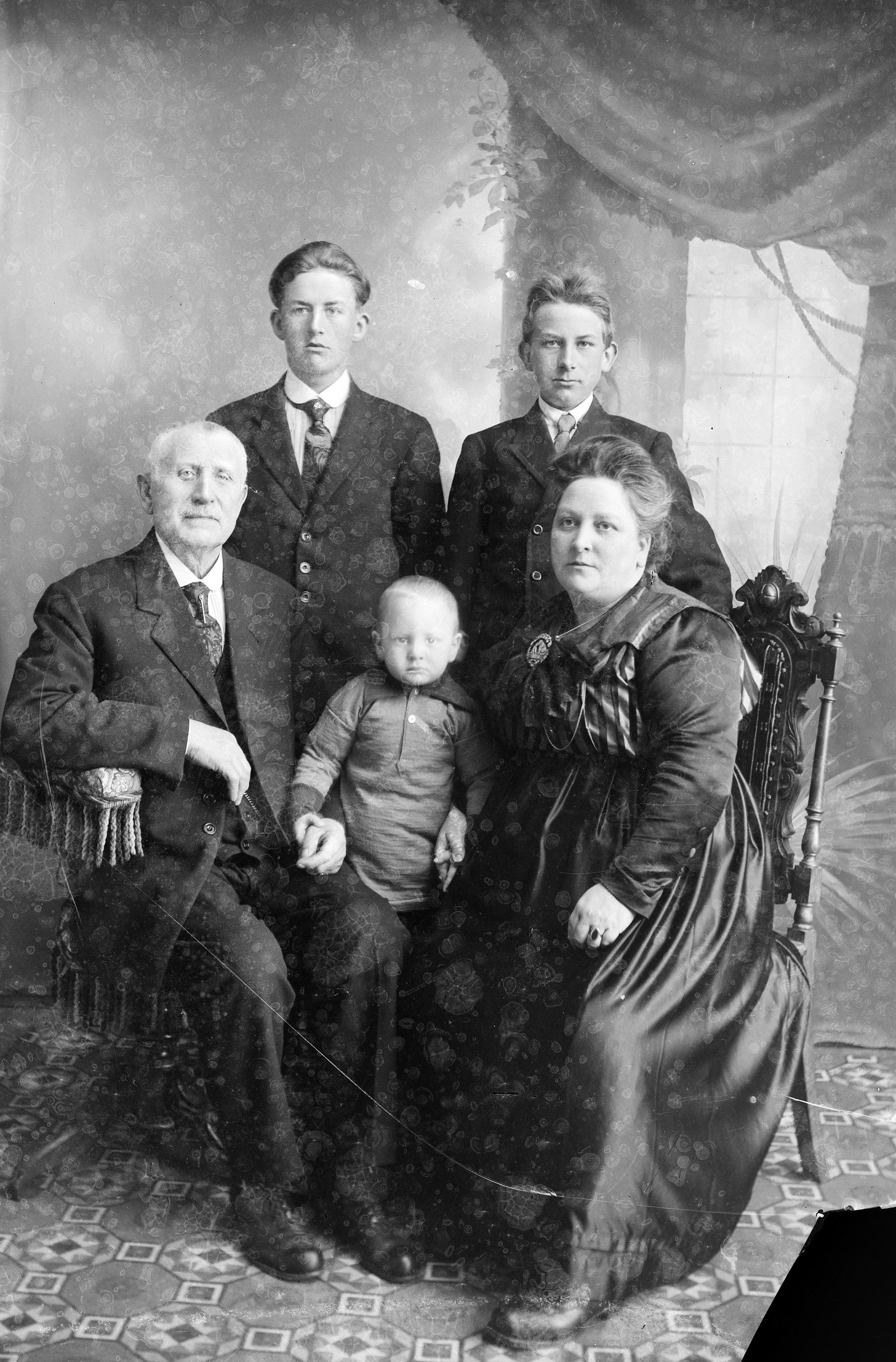
Rodinný portrét, asi 1925
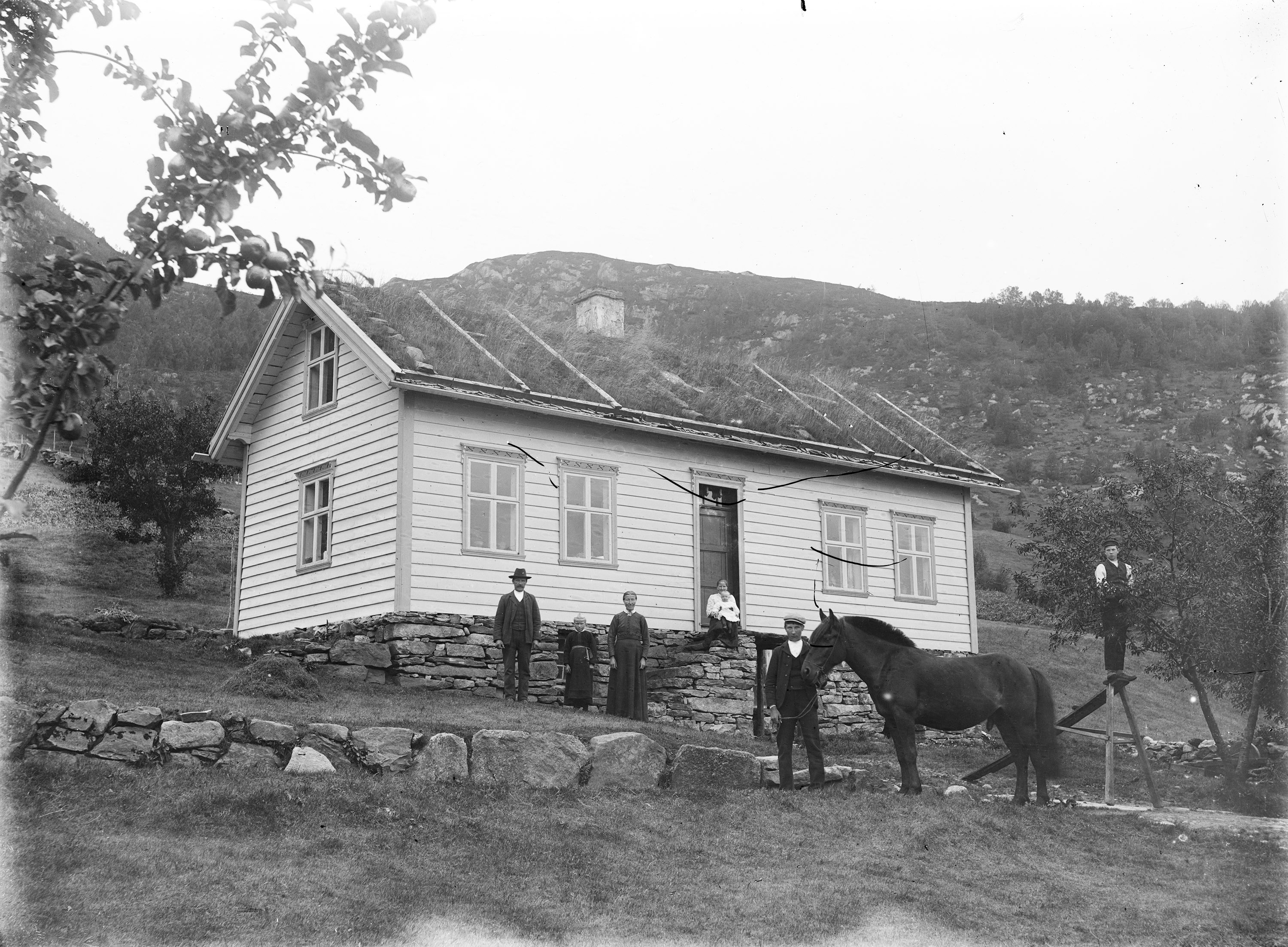
Farma v západním Norsku, asi 1890–1910
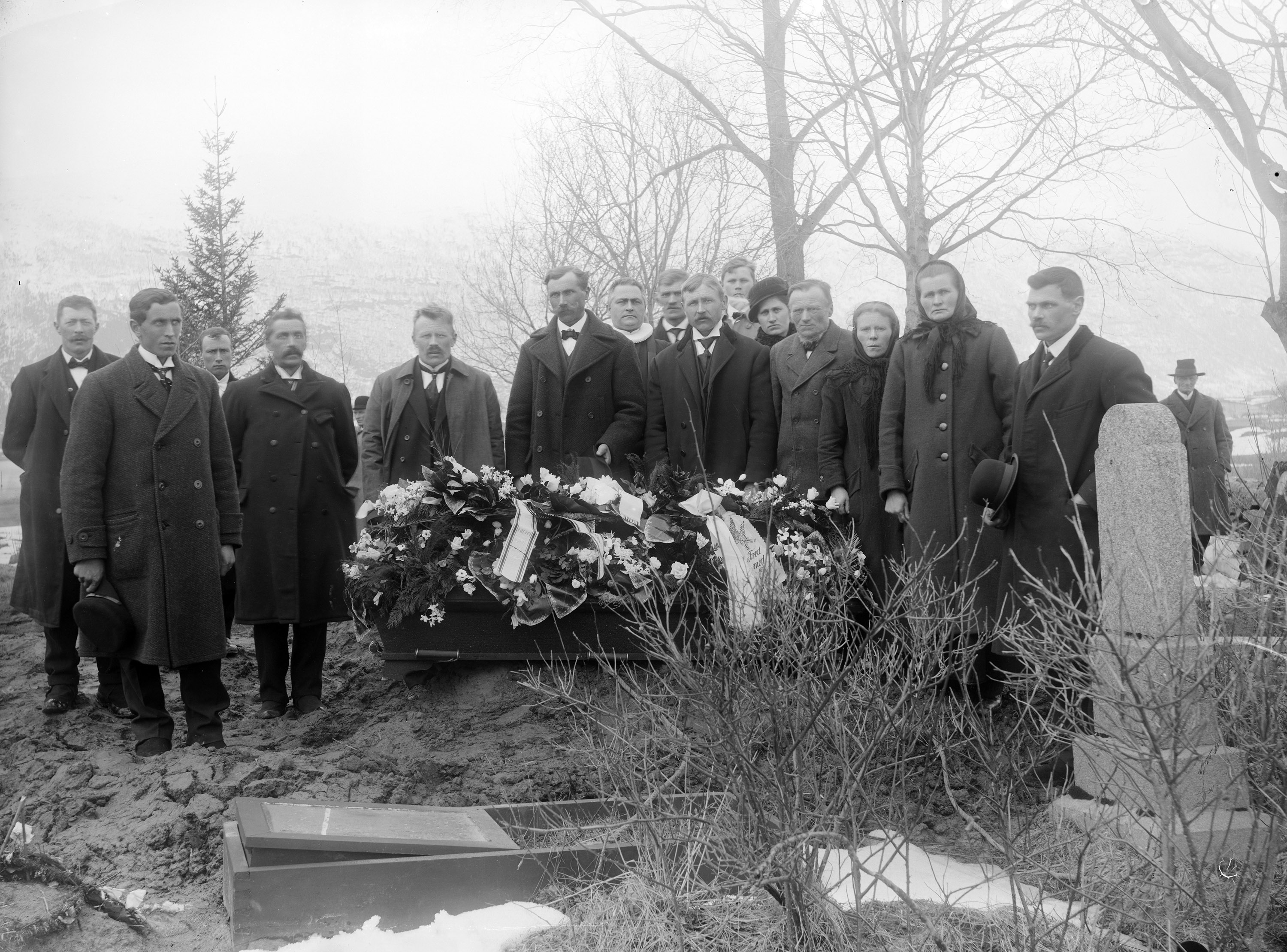
Pohřeb v Norsku, asi 1890–1910
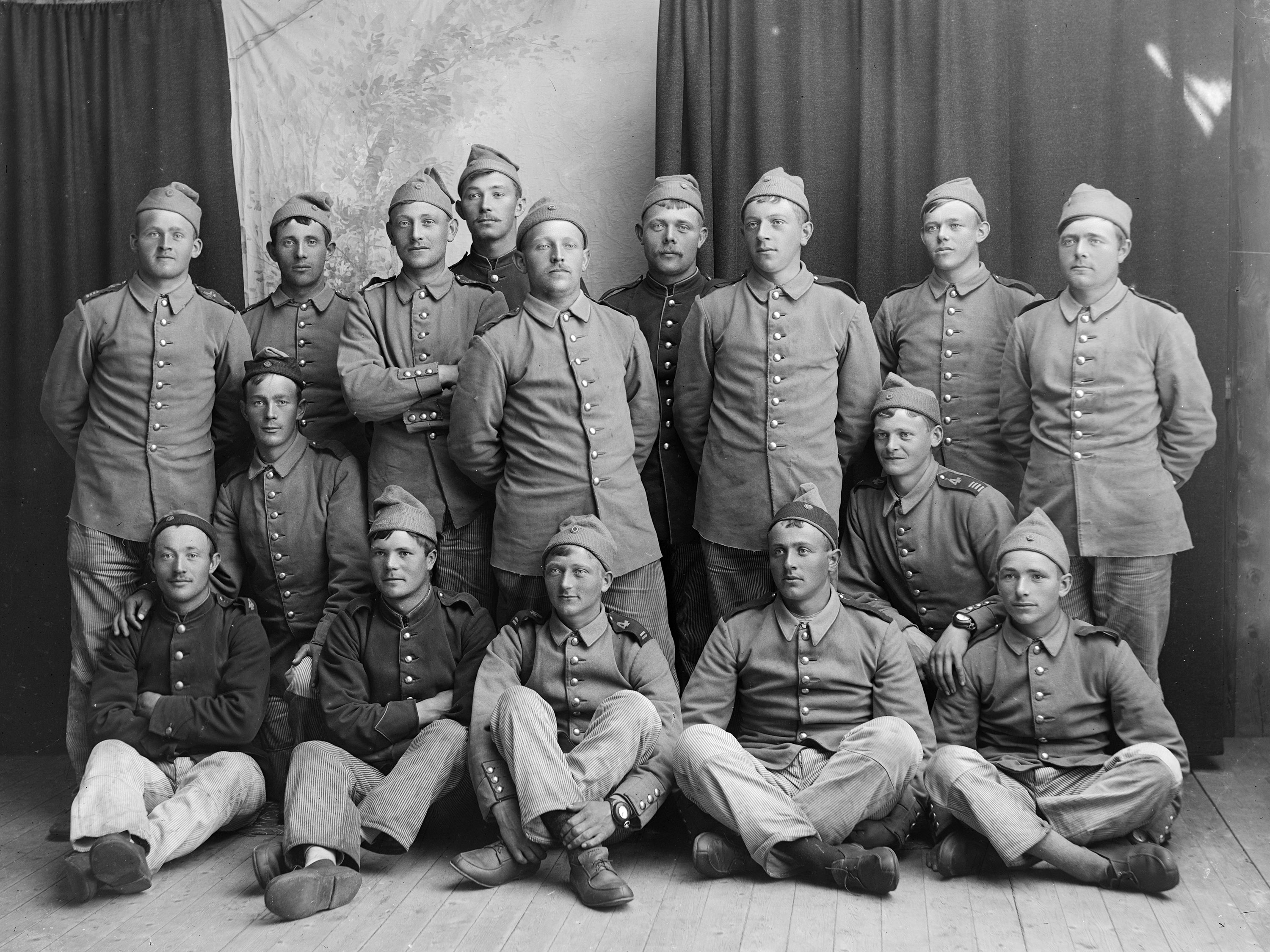
Skupina vojáků, asi 1890–1910
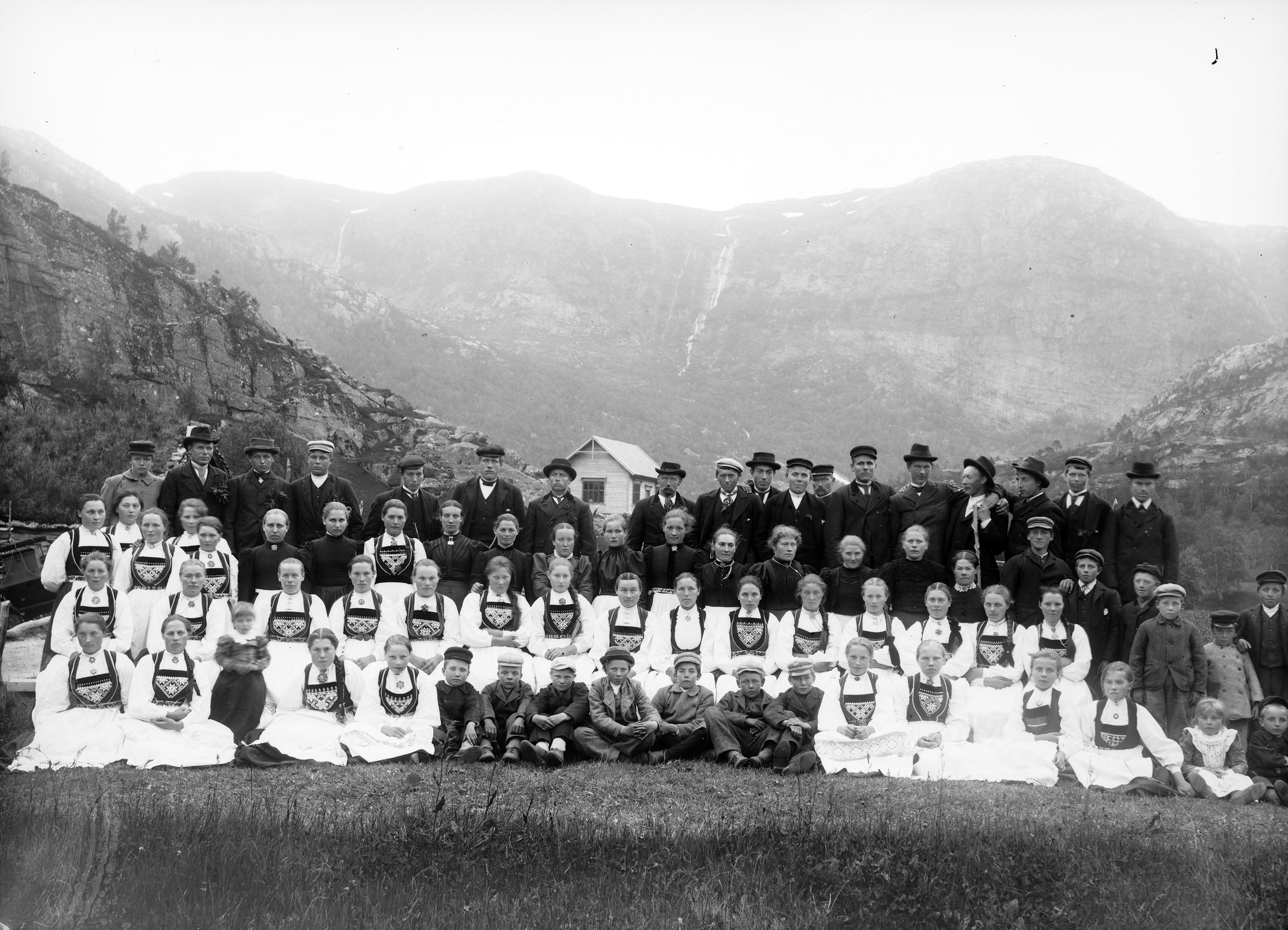
Skupinový portrét, 1897
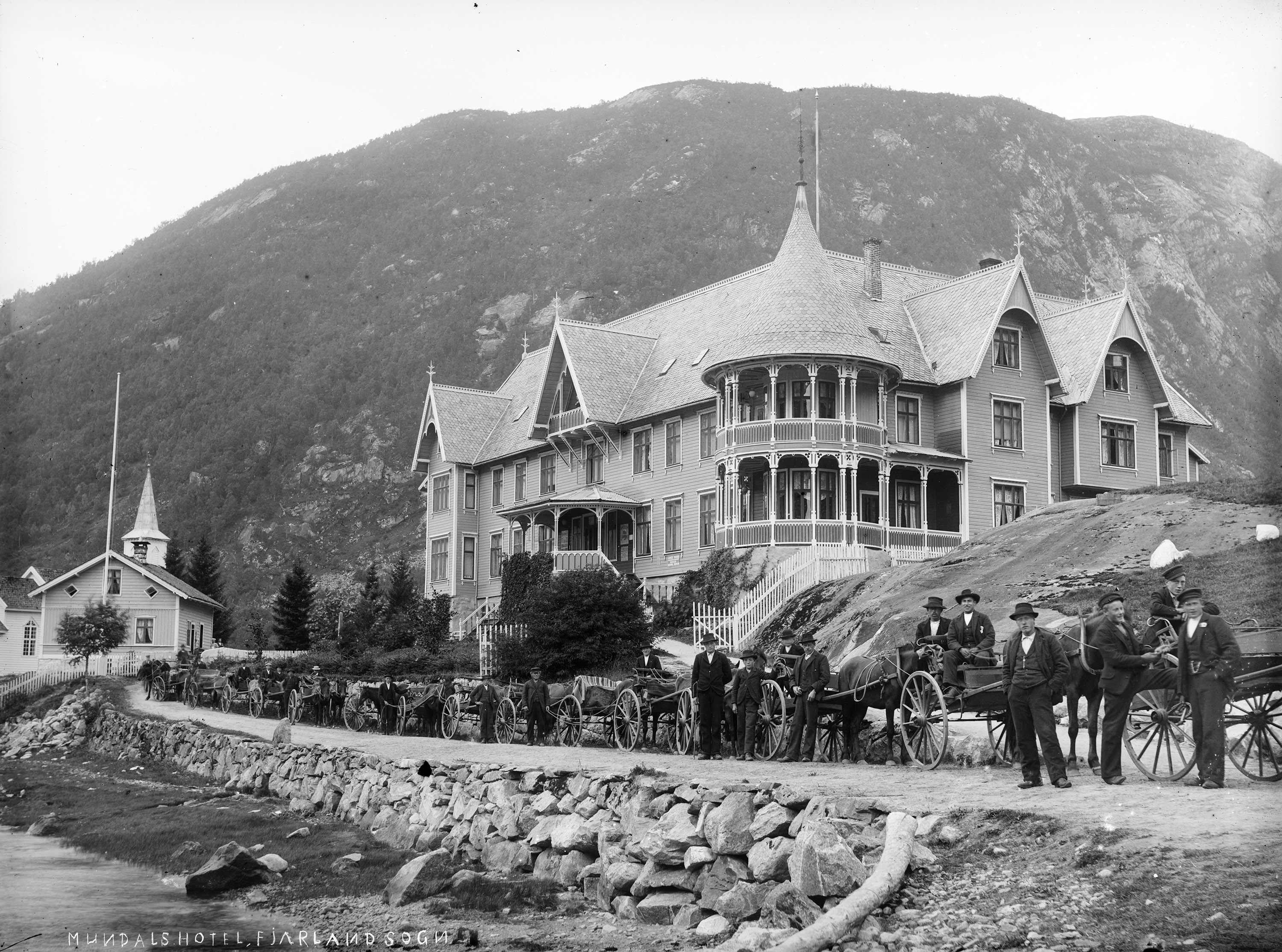
Hotel Mundal, asi 1890–1910
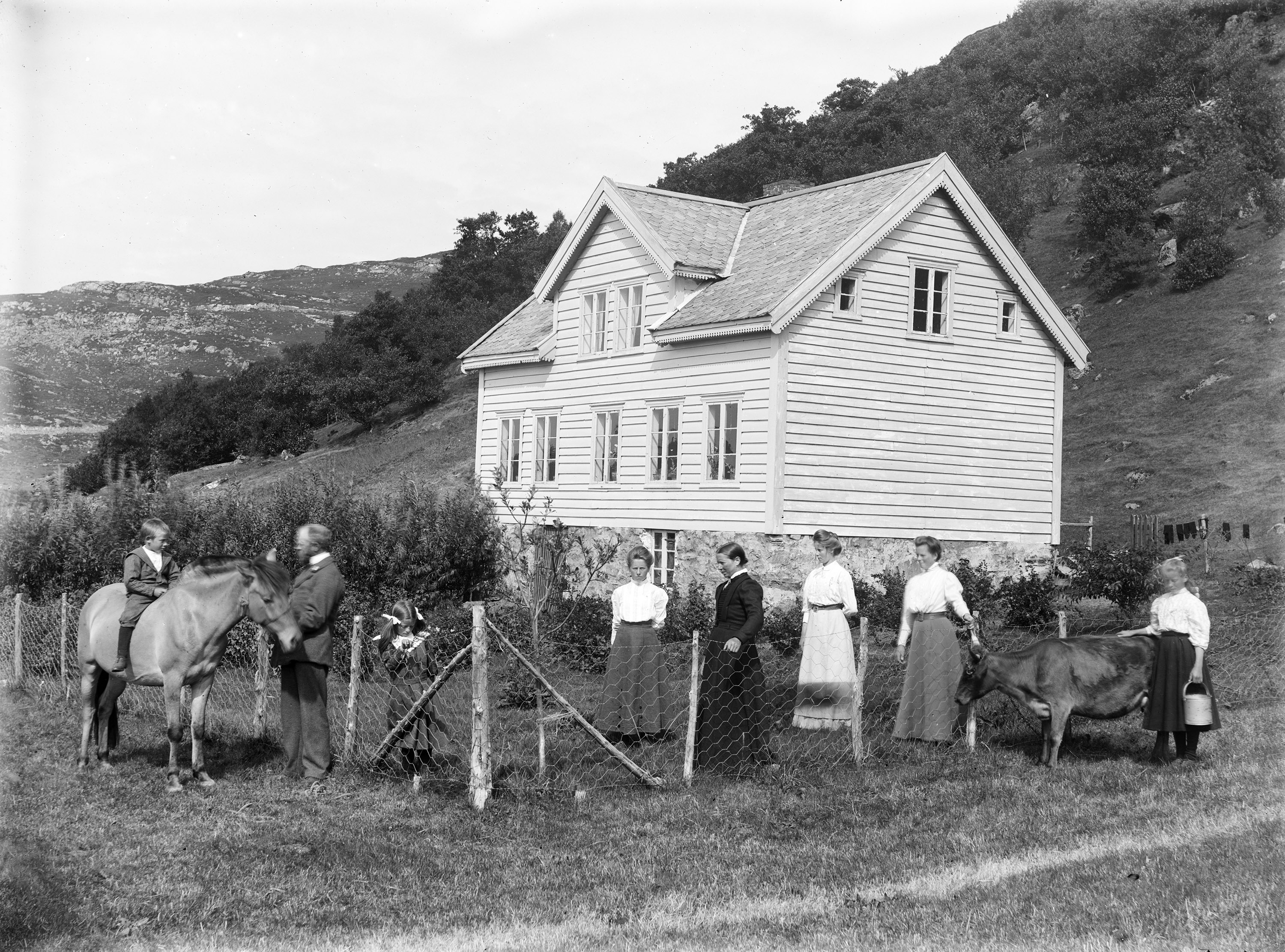
Rodina opřed svým domem, asi 1890–1910
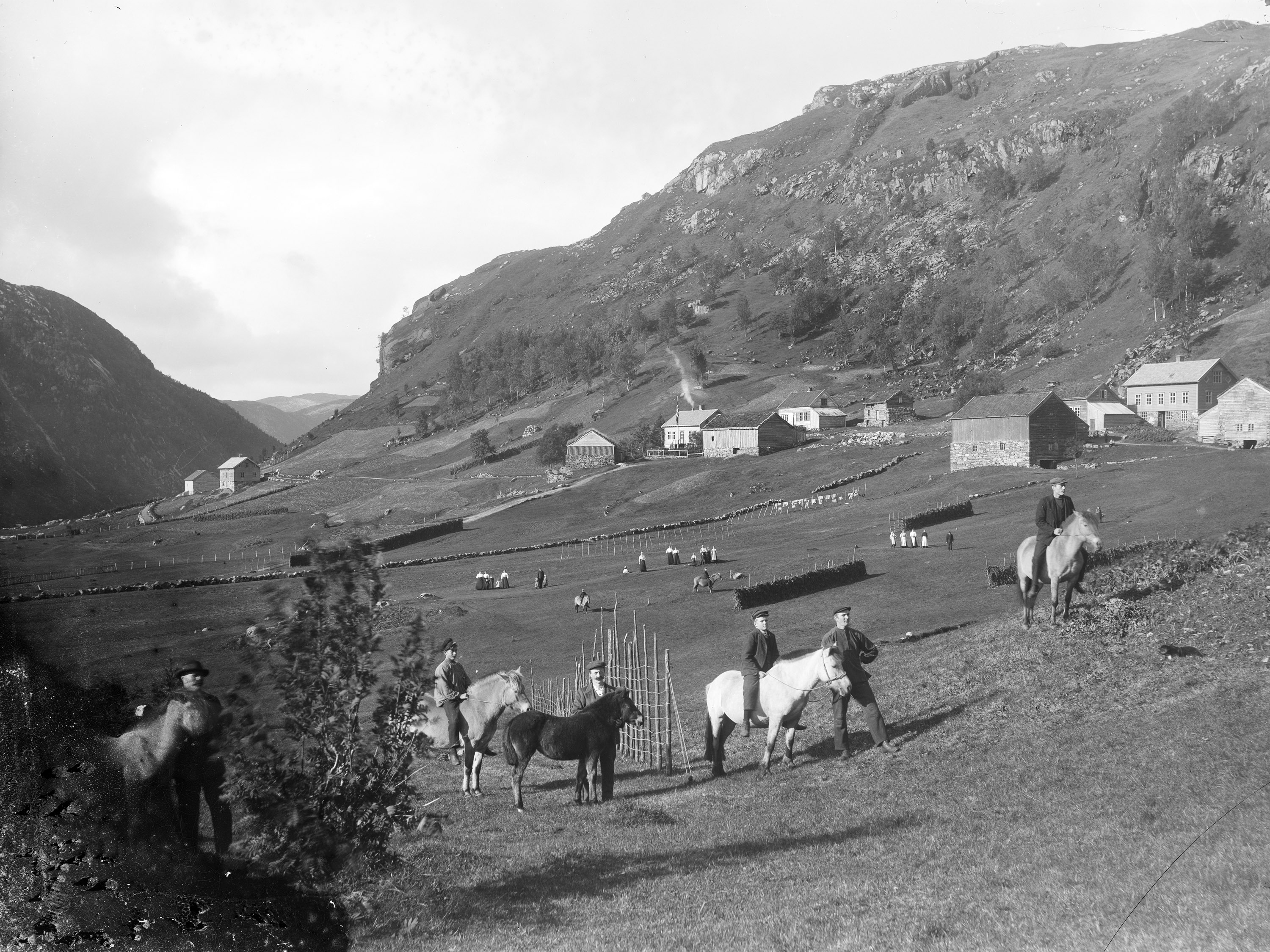
Kjellby, Gulen, 1908
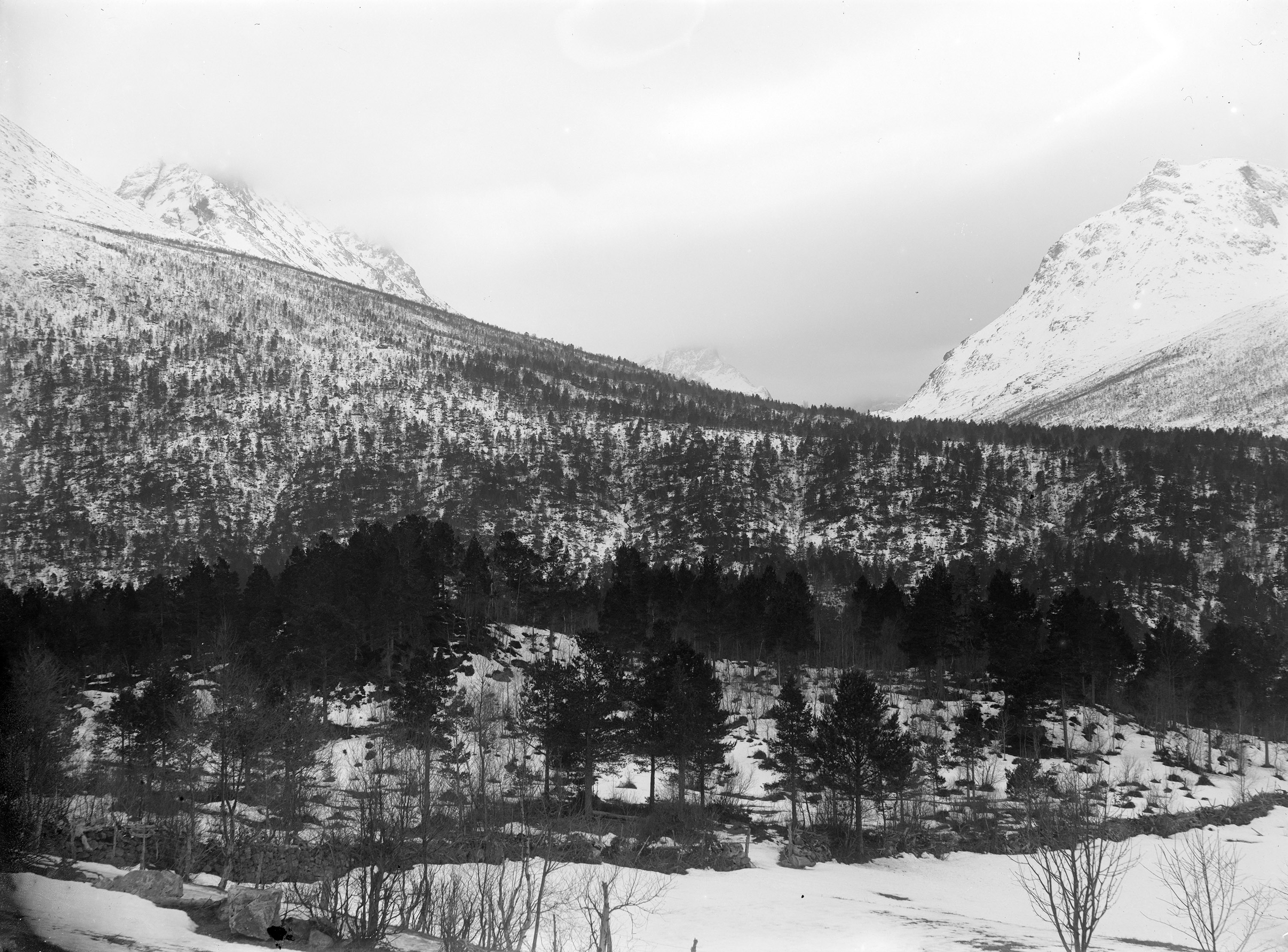
Krajina, Norsko
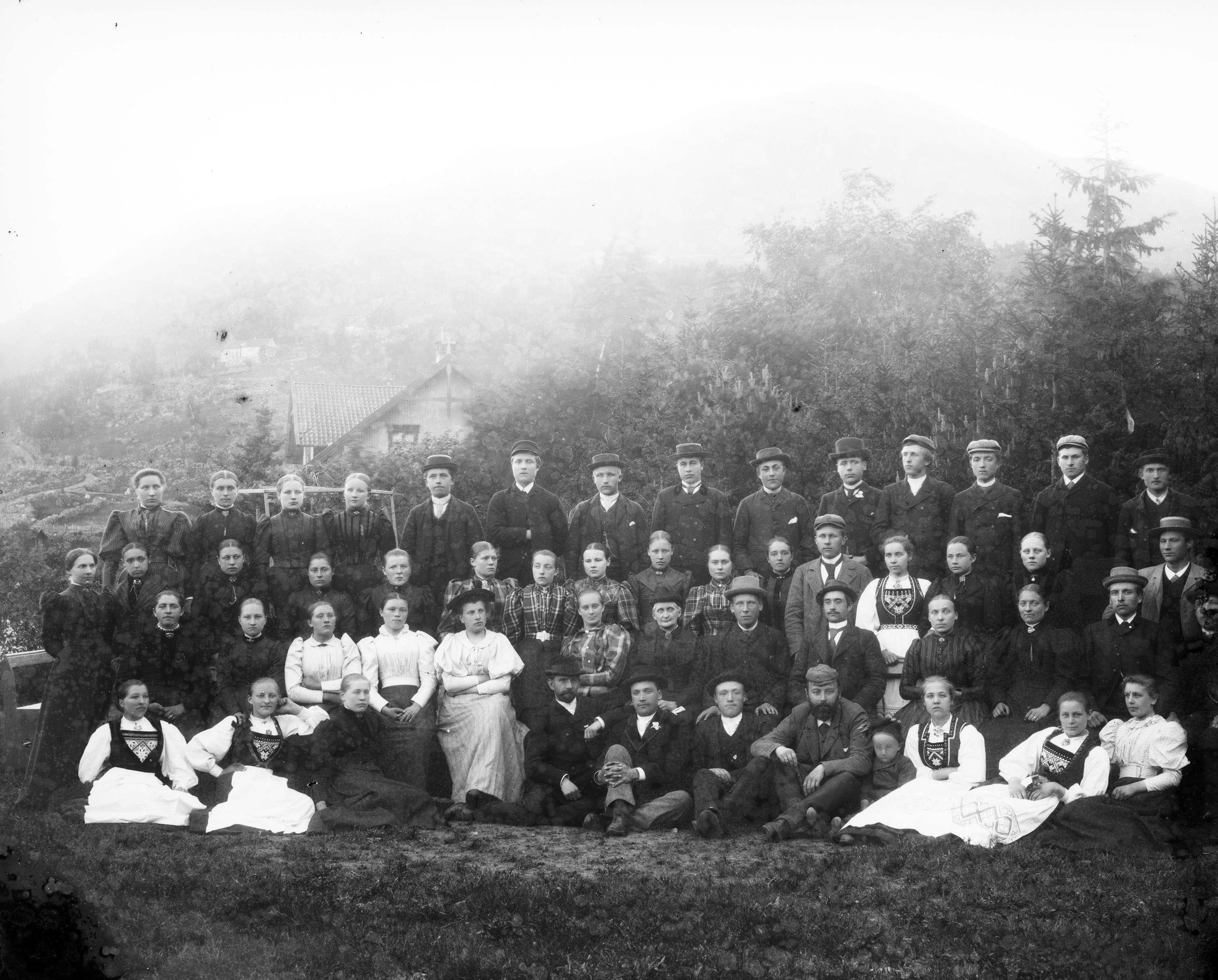
Lidová škola, Sogndal, asi 1890–1907